# Charlie Byrd
Charlie Byrd, född 16 september 1925 i Suffolk, Virginia, död 30 november 1999 i Annapolis, Maryland, var en amerikansk jazzgitarrist och kompositör.
Han studerade under några år på 1950-talet för den kände spanske gitarristen Andrés Segovia och återvände sedan till USA, där han blev populär på klubbar. 1962 spelade han in en mycket framgångsrik skiva tillsammans med Stan Getz, Jazz Samba.